# Sainte-Feyre
Sainte-Feyre – miejscowość i gmina we Francji, w regionie Nowa Akwitania, w departamencie Creuse.
Według danych na rok 1990 gminę zamieszkiwało 2250 osób, a gęstość zaludnienia wynosiła 75 osób/km² (wśród 747 gmin Limousin Sainte-Feyre plasuje się na 40. miejscu pod względem liczby ludności, natomiast pod względem powierzchni na miejscu 170.).